# Ladies Night
Ladies Night var en turnerande show mellan åren 2006-2013, vars koncept skapades av producenten David Stenmarck. Enbart kvinnor var välkomna i publiken, medan endast män stod på scenen. År 2009 såg drygt 60 000 kvinnor showen, och det gjordes 15 föreställningar i 14 städer runtom i Sverige.
Showen mottog kritik för att diskriminera män. År 2009 försökte en 59-årig man köpa biljett till showen men blev nekad. Han anmälde det till DO, som valde att inte ta upp ärendet.

## Medverkande
- 2006 – Martin Stenmarck, Peter Magnusson, Mikael Nyqvist
- 2007 – Martin Stenmarck, Mikael Tornving, Kjell Bergkvist
- 2008 – Martin Stenmarck, Peter Stormare, Henrik Hjelt
- 2009 – Martin Stenmarck, Andreas Johnson, Mikael Tornving, Magnus Samuelsson
- 2010 – Martin Stenmarck, Andreas Johnson, Brolle, Måns Möller, Stephen Simmonds
- 2011 – Martin Stenmarck, Andreas Johnson, Anders Timell, Frank Andersson, Thomas Järvheden[3][4]
- 2012 – Martin Stenmarck, Andreas Johnson, Anders Timell, Magnus Uggla, Hasse Brontén
- 2013 - Tommy Nilsson, Andreas Lundstedt, Patrik Isaksson, David Lindgren, Style, Thomas Järvheden, Eric Saade, Lazee

## Turnéplan
- 2006 – Västerås, Karlstad, Örebro, Linköping, Helsingborg, Göteborg, Stockholm, Umeå, Luleå, Malmö, Växjö, Norrköping, Uppsala, Sundsvall.
- 2007 – Uppsala, Umeå, Luleå, Växjö, Leksand, Stockholm, Göteborg, Malmö, Jönköping, Helsingborg, Västerås, Linköping, Sundsvall.
- 2008 – Västerås, Gävle, Nyköping, Jönköping, Stockholm, Göteborg, Karlskrona, Linköping, Uppsala, Örebro, Malmö.
- 2009 – Västerås, Karlstad, Stockholm, Linköping, Norrköping, Örebro, Växjö, Göteborg, Halmstad, Malmö, Leksand, Sundsvall, Karlskrona, Helsingborg.
- 2010 – Västerås, Karlstad, Linköping, Norrköping, Växjö, Halmstad, Vänersborg, Göteborg, Stockholm, Timrå, Gävle, Skellefteå, Örnsköldsvik, Malmö, Kristianstad, Örebro, Jönköping, Karlskrona.
- 2011 – 23/9 Västerås, 24/9 Gävle, 30/9 Norrköping, 1/10 Leksand, 7/10 Skellefteå, 8/10 Örnsköldsvik, 14-15/10 Stockholm, 21/10 Linköping, 22/10 Jönköping, 28/10 Kristianstad, 29/10 Malmö, 4-5/11 Malmö, 11/11 Lidköping, 12/11 Göteborg.[4]
- 2012 – Västerås, Sundsvall, Malmö, Halmstad, Kristianstad, Linköping, Örebro, Jönköping, Stockholm, Växjö, Karlstad, Lidköping, Göteborg, Gävle, Helsingborg.